# Campeonato sanmarinense de fútbol 2013-14
La temporada 2013/14 del Campeonato sanmarinense de fútbol fue la vigésimo novena desde su creación en 1985. Del mismo participaron quince equipos.
Comenzó el 13 de septiembre de 2013 y finalizó el 27 de mayo de 2014. SP La Fiorita conquistó su tercer título en la competición.

## Equipos participantes

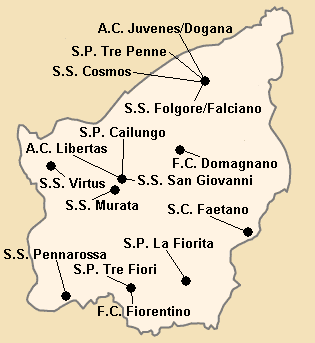
Ubicación de los participantes del Campeonato Sanmarinense de Fútbol, en un mapa de San Marino.

| Club                               | Ciudad         |
| ---------------------------------- | -------------- |
| Associazione Calcio Juvenes/Dogana | Serravalle     |
| Associazione Calcio Libertas       | Borgo Maggiore |
| Football Club Domagnano            | Domagnano      |
| Football Club Fiorentino           | Fiorentino     |
| Società Calcio Faetano             | Faetano        |
| Società Polisportiva Cailungo      | Borgo Maggiore |
| Società Polisportiva La Fiorita    | Montegiardino  |
| Società Polisportiva Tre Fiori     | Fiorentino     |
| Società Polisportiva Tre Penne     | Serravalle     |
| Società Sportiva Cosmos            | Serravalle     |
| Società Sportiva Folgore/Falciano  | Serravalle     |
| Società Sportiva Murata            | San Marino     |
| Società Sportiva Pennarossa        | Chiesanuova    |
| Società Sportiva San Giovanni      | Borgo Maggiore |
| Società Sportiva Virtus            | Acquaviva      |

### Estadios

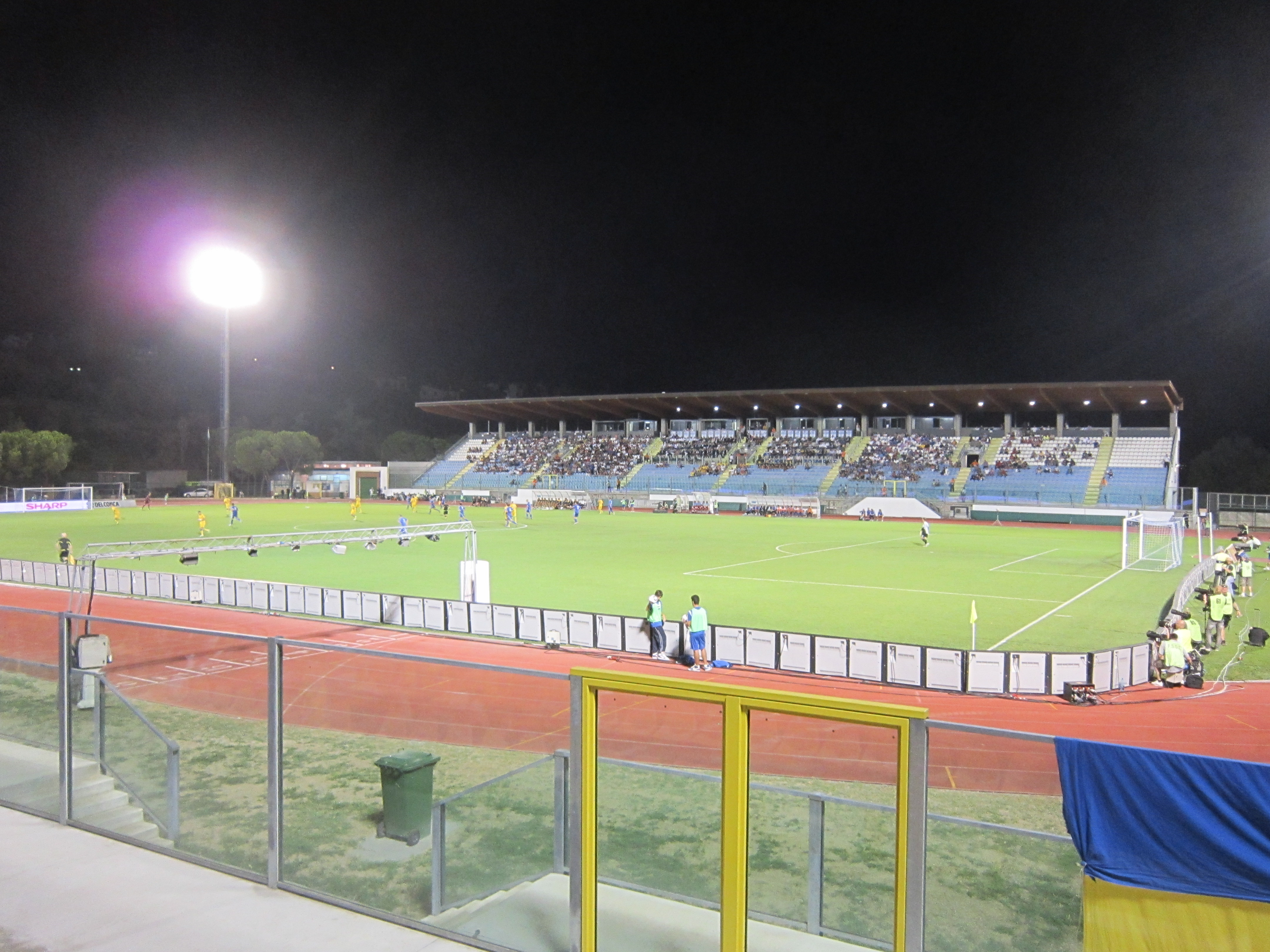
Estadio Olímpico de San Marino, recinto donde se disputa la final del Campeonato.

Al ser un microestado, los clubes no cuentan con campo propio y es la Federación Sanmarinense quien asigna los estadios y horarios.
| - Campo sportivo di Chiesanuova - Campo sportivo di Dogana - Stadio di Domagnano - Campo Sportivo di Montegiardino - Stadio Serravalle B (Cancha 2 del Stadio Olímpico) | - Stadio Olímpico - Campo di Fiorentino - Campo Sportivo di Borgo Maggiore - Campo sportivo di Fonte dell'Ovo |

## Modo de disputa
La liga consta de dos fases. En la primera, los clubes se dividen en dos grupos, grupo A con ocho equipos y grupo B con siete, repartidos según la clasificación de la temporada anterior, y se enfrentan entre sí dos rondas, a ida y vuelta dentro de cada grupo. Los participantes de un grupo también se enfrentan a los del otro grupo, totalizando 23 partidos para los equipos del grupo A y 20 para los del grupo B.
En la fase final, los tres primeros de cada grupo se clasifican para jugar una ronda eliminatoria, y el mejor de todos se convierte en el campeón de San Marino. 
Los play-offs se disputan de la siguiente manera:
- En la primera fase, en el primer partido (A) se enfrentan el segundo de un grupo contra el tercero del otro. En el otro partido (B) se enfrentan el otro segundo y el otro tercero.
- En la segunda fase, el ganador de A y el de B se enfrentan en el primer partido (C), mientras que los perdedores también se enfrentan en otro partido (D). El perdedor del partido entre perdedores (D) deja de competir.
- En la tercera fase, los dos primeros se enfrentan entre sí en un partido (E), mientras que en otro partido (F) el perdedor de C se enfrenta ante el ganador de D. El perdedor de F deja de competir.
- En la cuarta fase, el ganador de los ganadores (E) se enfrenta ante el ganador de C en un partido (G), mientras que el perdedor de los ganadores (E) se enfrenta ante el ganador del otro partido (F) en un enfrentamiento (H). El perdedor de este último (H) deja de competir.
- En la quinta fase (I) solamente compiten el ganador de H y el perdedor de F, ya que el ganador de F avanza a la final.
- En la final se enfrentan el ganador de I y el ganador de F. El ganador es proclamado campeón y obtiene el cupo para la Liga de Campeones de la UEFA. El perdedor obtiene el cupo a la Liga Europea de la UEFA.

Premios
El Campeón de la liga tiene derecho a jugar la Liga de Campeones, partiendo de la primera ronda de clasificación. Por su parte, el Finalista de la Liga y el Ganador de la Copa Titano se clasifican para la UEFA Europa League, que parte también desde la primera fase.
- Campeón: 
Clasificación a Liga de Campeones de la UEFA
Disputa la Super Coppa Sammarinese
- Subcampeón:
Clasificación a Liga Europea de la UEFA

## Primera fase

### Zona A
|  |    | Equipos de fútbol | PJ | G  | E | P  | GF | GC | Dif | Pts |
|  | -- | ----------------- | -- | -- | - | -- | -- | -- | --- | --- |
|  | 1. | Tre Fiori         | 21 | 12 | 5 | 4  | 34 | 20 | 14  | 41  |
|  | 2. | Tre Penne         | 21 | 10 | 7 | 4  | 25 | 15 | 10  | 37  |
|  | 3. | Faetano           | 21 | 10 | 6 | 5  | 35 | 27 | 8   | 36  |
|  | 4. | Libertas          | 21 | 8  | 7 | 6  | 26 | 18 | 8   | 31  |
|  | 5. | Virtus            | 21 | 3  | 7 | 11 | 21 | 35 | -14 | 16  |
|  | 6. | Fiorentino        | 21 | 4  | 4 | 13 | 25 | 45 | -20 | 16  |
|  | 7. | Murata            | 21 | 3  | 3 | 15 | 13 | 34 | -21 | 12  |
|  | 8. | Domagnano         | 21 | 2  | 3 | 16 | 16 | 46 | -30 | 9   |

|  |                                 |
|  | Clasificado a la siguiente fase |

| Virtus    | 1 - 1 | Tre Penne  | Stadio Fonte Dell'Ovo        | 13 de septiembre |
| Tre Fiori | 3 - 0 | Faetano    | Campo Sportivo di Fiorentino | 14 de septiembre |
| Murata    | 0 - 0 | Fiorentino | Stadio Fonte Dell'Ovo        | 15 de septiembre |
| Domagnano | 1 - 2 | Libertas   | Stadio di Domagnano          | 15 de septiembre |

| Libertas   | 1 - 0 | Murata    | Campo di Borgo Maggiore      | 20 de septiembre |
| Fiorentino | 2 - 1 | Tre Penne | Campo Sportivo di Fiorentino | 21 de septiembre |
| Faetano    | 0 - 1 | Domagnano | Campo Sportivo di Faetano    | 21 de septiembre |
| Tre Fiori  | 3 - 3 | Virtus    | Campo Sportivo di Fiorentino | 22 de septiembre |

| Fiorentino | 2 - 3 | Faetano   | Stadio di Domagnano          | 28 de septiembre |
| Domagnano  | 0 - 1 | Tre Fiori | Stadio Fonte Dell'Ovo        | 28 de septiembre |
| Virtus     | 0 - 1 | Libertas  | Campo Sportivo di Fiorentino | 28 de septiembre |
| Tre Penne  | 2 - 1 | Murata    | Stadio Fonte Dell'Ovo        | 29 de septiembre |

| Tre Fiori | 2 - 1 | Fiorentino | Campo Sportivo di Fiorentino | 5 de octubre |
| Faetano   | 2 - 1 | Murata     | Stadio di Domagnano          | 5 de octubre |
| Virtus    | 4 - 1 | Domagnano  | Stadio Fonte Dell'Ovo        | 5 de octubre |
| Libertas  | 0 - 2 | Tre Penne  | Stadio di Domagnano          | 6 de octubre |

| Fiorentino | 1 - 1 | Domagnano | Campo Sportivo di Fiorentino | 18 de octubre |
| Murata     | 0 - 0 | Virtus    | Stadio Fonte Dell'Ovo        | 19 de octubre |
| Libertas   | 1 - 1 | Tre Fiori | Stadio Fonte Dell'Ovo        | 20 de octubre |
| Tre Penne  | 1 - 1 | Faetano   | Campo Sportivo di Fiorentino | 20 de octubre |

| Tre Fiori  | 1 - 3 | Tre Penne | Stadio di Domagnano          | 26 de octubre |
| Fiorentino | 0 - 3 | Libertas  | Stadio Fonte Dell'Ovo        | 26 de octubre |
| Domagnano  | 1 - 4 | Murata    | Campo Sportivo di Fiorentino | 27 de octubre |
| Faetano    | 1 - 1 | Virtus    | Stadio Fonte Dell'Ovo        | 27 de octubre |

| Murata    | 0 - 2 | Tre Fiori  | Campo Sportivo di Fiorentino | 2 de noviembre |
| Tre Penne | 2 - 1 | Domagnano  | Stadio di Domagnano          | 2 de noviembre |
| Faetano   | 2 - 1 | Libertas   | Stadio FOnte Dell'Ovo        | 2 de noviembre |
| Virtus    | 2 - 0 | Fiorentino | Campo Sportivo di Fiorentino | 3 de noviembre |

| Fiorentino | 1 - 0 | Murata    | Stadio di Domagnano          | 22 de febrero |
| Libertas   | 2 - 0 | Domagnano | Stadio Olímpico              | 22 de febrero |
| Tre Penne  | 1 - 0 | Virtus    | Campo Sportivo di Fiorentino | 23 de febrero |
| Faetano    | 0 - 1 | Tre Fiori | Stadio Fonte Dell'Ovo        | 23 de febrero |

| Virtus    | 0 - 3 | Tre Fiori  | Stadio di Domagnano          | 1 de marzo |
| Domagnano | 1 - 3 | Faetano    | Stadio di Domagnano          | 2 de marzo |
| Tre Penne | 1 - 0 | Fiorentino | Campo Sportivo di Fiorentino | 2 de marzo |
| Murata    | 1 - 1 | Libertas   | Stadio Fonte Dell'Ovo        | 2 de marzo |

| Murata    | 0 - 1 | Tre Penne  | Campo Sportivo di Fiorentino | 15 de marzo |
| Faetano   | 3 - 1 | Fiorentino | Stadio di Domagnano          | 16 de marzo |
| Tre Fiori | 2 - 0 | Domagnano  | Stadio Fonte Dell'Ovo        | 16 de marzo |
| Libertas  | 4 - 1 | Virtus     | Campo Sportivo di Fiorentino | 16 de marzo |

| Tre Penne  | 0 - 0 | Libertas  | Stadio Fonte Dell'Ovo        | 22 de marzo |
| Domagnano  | 1 - 1 | Virtus    | Stadio Serravalle B          | 22 de marzo |
| Murata     | 0 - 4 | Faetano   | Stadio Fonte Dell'Ovo        | 23 de marzo |
| Fiorentino | 2 - 3 | Tre Fiori | Campo Sportivo di Fiorentino | 23 de marzo |

| Tre Fiori | 0 - 0 | Libertas   | Stadio di Domagnano          | 29 de marzo |
| Faetano   | 0 - 0 | Tre Penne  | Stadio Sierravalle B         | 29 de marzo |
| Domagnano | 2 - 3 | Fiorentino | Campo Sportivo di Fiorentino | 29 de marzo |
| Virtus    | 4 - 1 | Murata     | Stadio di Domagnano          | 30 de marzo |

| Libertas  | 4 - 0 | Fiorentino | Stadio Fonte Dell'Ovo        | 5 de abril |
| Tre Penne | 0 - 2 | Tre Fiori  | Stadio Sierravalle B         | 5 de abril |
| Virtus    | 0 - 3 | Faetano    | Campo Sportivo di Fiorentino | 5 de abril |
| Murata    | 2 - 0 | Domagnano  | Stadio di Domagnano          | 5 de abril |

| Tre Fiori  | 2 - 1 | Murata    | Campo Sportivo di Fiorentino | 13 de abril |
| Fiorentino | 1 - 0 | Virtus    | Stadio Olímpico              | 13 de abril |
| Libertas   | 1 - 2 | Faetano   | Stadio di Domagnano          | 13 de abril |
| Domagnano  | 0 - 1 | Tre Penne | Stadio Fonte Dell'Ovo        | 13 de abril |

### Zona B
|  |    | Equipos de fútbol | PJ | G  | E | P  | GF | GC | Dif | Pts |
|  | -- | ----------------- | -- | -- | - | -- | -- | -- | --- | --- |
|  | 1. | La Fiorita        | 20 | 14 | 4 | 2  | 47 | 18 | 29  | 46  |
|  | 2. | Cosmos            | 20 | 12 | 2 | 6  | 44 | 26 | 18  | 38  |
|  | 3. | Folgore/Faciano   | 20 | 11 | 5 | 4  | 36 | 18 | 18  | 38  |
|  | 4. | Juvenes/Dogana    | 20 | 10 | 7 | 3  | 35 | 20 | 15  | 37  |
|  | 5. | Pennarossa        | 20 | 10 | 4 | 6  | 28 | 19 | 9   | 34  |
|  | 6. | Cailungo          | 20 | 5  | 5 | 10 | 27 | 42 | -15 | 20  |
|  | 7. | San Giovanni      | 20 | 3  | 5 | 12 | 23 | 52 | -29 | 14  |

|  |                                 |
|  | Clasificado a la siguiente fase |

| Juvenes/Dogana   | 2 - 1 | La Fiorita | Stadio di Domagnano          | 14 de septiembre |
| Folgore/Falciano | 1 - 2 | Pennarossa | Stadio Fonte Dell'Ovo        | 14 de septiembre |
| San Giovanni     | 2 - 2 | Cailungo   | Campo Sportivo di Fiorentino | 15 de septiembre |
| Libre: Cosmos    |       |            |                              |                  |

| Cailungo            | 1 - 1 | Pennarossa       | Campo Sportivo di Domagnano     | 21 de septiembre |
| Cosmos              | 2 - 1 | Juvenes/Dogana   | Stadio Olimpico                 | 21 de septiembre |
| La Fiorita          | 2 - 0 | Folgore/Falciano | Campo Sportivo di Montegiardino | 22 de septiembre |
| Libre: San Giovanni |       |                  |                                 |                  |

| Folgore/Falciano | 0 - 3 | Cosmos       | Stadio di Dogana             | 27 de septiembre |
| Juvenes/Dogana   | 3 - 0 | San Giovanni | Stadio di Domagnano          | 29 de septiembre |
| Pennarossa       | 0 - 2 | La Fiorita   | Campo Sportivo di Fiorentino | 29 de septiembre |
| Libre: Cailungo  |       |              |                              |                  |

| La Fiorita        | 4 - 3 | Cailungo         | Stadio Olimpico              | 5 de octubre |
| San Giovanni      | 4 - 4 | Cosmos           | Stadio Fonte Dell'Ovo        | 6 de octubre |
| Juvenes/Dogana    | 3 - 3 | Folgore/Falciano | Campo Sportivo di Fiorentino | 6 de octubre |
| Libre: Pennarossa |       |                  |                              |              |

| Cosmos            | 3 - 1 | Cailungo       | Stadio di Domagnano          | 19 de octubre |
| Folgore/Falciano  | 1 - 1 | San Giovanni   | Campo Sportivo di Fiorentino | 19 de octubre |
| Pennarossa        | 0 - 0 | Juvenes/Dogana | Stadio di Domagnano          | 20 de octubre |
| Libre: La Fiorita |       |                |                              |               |

| La Fiorita            | 2 - 0 | Cosmos           | Campo Sportivo di Fiorentino | 26 de octubre |
| Pennarossa            | 2 - 0 | San Giovanni     | Stadio Olimpico              | 26 de octubre |
| Cailungo              | 0 - 4 | Folgore/Falciano | Stadio di Domagnano          | 27 de octubre |
| Libre: Juvenes/Dogana |       |                  |                              |               |

| Cailungo                | 0 - 0 | Juvenes/Dogana | Stadio Olimpico       | 2 de noviembre |
| Cosmos                  | 0 - 1 | La Fiorita     | Stadio Fonte Dell'Ovo | 3 de noviembre |
| San Giovanni            | 1 - 4 | La Fiorita     | Stadio di Domagnano   | 3 de noviembre |
| Libre: Folgore/Falciano |       |                |                       |                |

| Cailungo      | 3 - 1 | San Giovanni     | Campo Sportivo di Fiorentino | 22 de febrero |
| La Fiorita    | 1 - 3 | Juvenes/Dogana   | Stadio Fonte Dell'Ovo        | 22 de febrero |
| Pennarossa    | 0 - 1 | Folgore/Falciano | Stadio di Domagnano          | 23 de febrero |
| Libre: Cosmos |       |                  |                              |               |

| Pennarossa          | 1 - 0 | Cailungo   | Campo Sportivo di Fiorentino | 28 de febrero |
| Folgore/Falciano    | 0 - 1 | La Fiorita | Campo Sportivo di Fiorentino | 1 de marzo    |
| Juvenes/Dogana      | 0 - 3 | Cosmos     | Stadio Fonte Dell'Ovo        | 1 de marzo    |
| Libre: San Giovanni |       |            |                              |               |

| San Giovanni    | 0 - 4 | Juvenes/Dogana   | Campo Sportivo di Fiorentino | 14 de marzo |
| Cosmos          | 0 - 1 | Folgore/Falciano | Stadio di Domagnano          | 15 de marzo |
| La Fiorita      | 2 - 1 | Pennarossa       | Stadio Fonte Dell'Ovo        | 15 de marzo |
| Libre: Cailungo |       |                  |                              |             |

| Folgore/Falciano  | 1 - 1 | Juvenes/Dogana | Stadio di Domagnano          | 22 de marzo |
| Cosmos            | 2 - 1 | San Giovanni   | Campo Sportivo di Fiorentino | 22 de marzo |
| Cailungo          | 0 - 6 | La Fiorita     | Stadio di Domagnano          | 23 de marzo |
| Libre: Pennarossa |       |                |                              |             |

| Juvenes/Dogana    | 3 - 2 | Pennarossa       | Stadio Fonte Dell'Ovo        | 29 de marzo |
| San Giovanni      | 0 - 5 | Folgore/Falciano | Stadio Fonte Dell'Ovo        | 30 de marzo |
| Cailungo          | 0 - 5 | Cosmos           | Campo Sportivo di Fiorentino | 30 de marzo |
| Libre: La Fiorita |       |                  |                              |             |

| Folgore/Falciano      | 3 - 1 | Cailungo   | Campo Sportivo di Fiorentino | 6 de abril |
| Cosmos                | 1 - 3 | La Fiorita | Stadio Fonte Dell'Ovo        | 6 de abril |
| San Giovanni          | 0 - 2 | Pennarossa | Stadio di Domagnano          | 6 de abril |
| Libre: Juvenes/Dogana |       |            |                              |            |

| La Fiorita              | 5 - 3 | San Giovanni | Campo Sportivo di Fiorentino | 12 de marzo |
| Pennarossa              | 4 - 0 | Cosmos       | Stadio di Domagnano          | 12 de marzo |
| Juvenes/Dogana          | 2 - 1 | Cailungo     | Stadio Fonte Dell'Ovo        | 12 de marzo |
| Libre: Folgore/Flaciano |       |              |                              |             |

### Enfrentamientos entre zonas
| Cailungo         | 3 - 0 | Murata         | Stadio di Domagnano          | 9 de noviembre  |
| Folgore/Falciano | 2 - 1 | Tre Fiori      | Stadio Olimpico              | 9 de noviembre  |
| Domagnano        | 0 - 4 | Juvenes/Dogana | Stadio Fonte Dell'Ovo        | 9 de noviembre  |
| Pennarossa       | 0 - 2 | Tre Penne      | Campo Sportivo di Fiorentino | 9 de noviembre  |
| San Giovanni     | 1 - 0 | Libertas       | Stadio di Domagnano          | 10 de noviembre |
| Fiorentino       | 0 - 3 | La Fiorita     | Stadio Fonte Dell'Ovo        | 10 de noviembre |
| Cosmos           | 5 - 2 | Faetano        | Campo Sportivo di Fiorentino | 10 de noviembre |
| Libre: Virtus    |       |                |                              |                 |

| La Fiorita        | 2 - 2 | Faetano        | Campo Sportivo di Fiorentino | 22 de noviembre |
| Libertas          | 1 - 1 | Cosmos         | Stadio di Domagnano          | 23 de noviembre |
| Murata            | 1 - 2 | San Giovanni   | Campo Sportivo di Fiorentino | 23 de noviembre |
| Virtus            | 0 - 2 | Pennarossa     | Stadio Fonte Dell'Ovo        | 23 de noviembre |
| Cailungo          | 4 - 2 | Domagnano      | Stadio Fonte Dell'Ovo        | 24 de noviembre |
| Folgore/Falciano  | 1 - 1 | Tre Penne      | Stadio di Domagnano          | 24 de noviembre |
| Tre Fiori         | 1 - 0 | Juvenes/Dogana | Campo Sportivo di Fiorentino | 24 de noviembre |
| Libre: Fiorentino |       |                |                              |                 |

| Faetano          | 1 - 1 | Folgore/Falciano | Stadio Fonte Dell'Ovo        | 30 de noviembre |
| Cosmos           | 1 - 0 | Tre Fiori        | Campo Sportivo di Fiorentino | 30 de noviembre |
| Fiorentino       | 1 - 1 | San Giovanni     | Stadio di Domagnano          | 30 de noviembre |
| Libertas         | 1 - 1 | La Fiorita       | Stadio Olimpico              | 30 de noviembre |
| Juvenes/Dogana   | 1 - 0 | Murata           | Stadio Fonte Dell'Ovo        | 1 de diciembre  |
| Virtus           | 1 - 1 | Cailungo         | Campo Sportivo di Fiorentino | 1 de diciembre  |
| Pennaross        | 1 - 1 | Domagnano        | Stadio di Domagnano          | 1 de diciembre  |
| Libre: Tre Penne |       |                  |                              |                 |

| Fiorentino       | 2 - 3 | Cailungo         | Stadio Fonte Dell'Ovo        | 7 de diciembre |
| Faetano          | 1 - 3 | Juvenes/Dogana   | Stadio Olimpico              | 7 de diciembre |
| La Fiorita       | 1 - 0 | Virtus           | Stadio di Domagnano          | 7 de diciembre |
| Murata           | 0 - 1 | Pennarossa       | Campo Sportivo di Fiorentino | 7 de diciembre |
| Tre Penne        | 2 - 3 | Cosmos           | Stadio Fonte Dell'Ovo        | 8 de diciembre |
| Libertas         | 0 - 2 | Folgore/Falciano | Campo Sportivo di Fiorentino | 8 de diciembre |
| San Giovanni     | 2 - 2 | Tre Fiori        | Stadio di Domagnano          | 8 de diciembre |
| Libre: Domagnano |       |                  |                              |                |

| Juvenes/Dogana   | 0 - 0 | Libertas   | Campo Sportivo di Fiorentino | 14 de diciembre |
| San Giovanni     | 0 - 3 | Tre Penne  | Stadio Fonte Dell'Ovo        | 14 de diciembre |
| Cosmos           | 0 - 1 | Murata     | Stadio Olimpico              | 14 de diciembre |
| Folgore/Falciano | 2 - 0 | Virtus     | Stadio di Domagnano          | 14 de diciembre |
| Pennarossa       | 5 - 3 | Fiorentino | Campo Sportivo di Fiorentino | 15 de diciembre |
| Domagnano        | 0 - 2 | La Fiorita | Stadio di Domagnano          | 15 de diciembre |
| Cailungo         | 0 - 1 | Faetano    | Stadio Fonte Dell'Ovo        | 15 de diciembre |
| Libre: Tre Fiori |       |            |                              |                 |

| Tre Penne       | 0 - 0 | La Fiorita       | Stadio Fonte Dell'Ovo        | 1 de febrero |
| Faetano         | 0 - 0 | Pennarosa        | Campo Sportivo di Fiorentino | 1 de febrero |
| Fiorentino      | 1 - 2 | Cosmos           | Stadio di Domagnano          | 1 de febrero |
| Domagnano       | 3 - 0 | San Giovanni     | Stadio Fonte Dell'Ovo        | 1 de febrero |
| Virtus          | 1 - 1 | Juvenes/Dogana   | Stadio di Domagnano          | 2 de febrero |
| Tre Fiori       | 1 - 2 | Cailungo         | Campo Sportivo di Fiorentino | 2 de febrero |
| Murata          | 0 - 2 | Folgore/Falciano | Stadio Fonte Dell'Ovo        | 2 de febrero |
| Libre: Libertas |       |                  |                              |              |

| Pennarossa     | 1 - 2 | Tre Fiori        | Campo Sportivo di Fiorentino | 8 de febrero |
| Fiorentino     | 1 - 3 | Folgore/Falciano | Stadio Olimpico              | 8 de febrero |
| Cailungo       | 1 - 2 | Libertas         | Stadio Fonte Dell'Ovo        | 8 de febrero |
| Juvenes/Dogana | 1 - 0 | Tre Penne        | Stadio di Domagnano          | 8 de febrero |
| Cosmos         | 4 - 0 | Domagnano        | Stadio di Domagnano          | 9 de febrero |
| Murata         | 0 - 4 | La Fiorita       | Campo Sportivo di Fiorentino | 9 de febrero |
| San Giovanni   | 2 - 1 | Virtus           | Stadio Fonte Dell'Ovo        | 9 de febrero |
| Libre: Faetano |       |                  |                              |              |

| Virtus        | 1 - 5 | Cosmos           | Stadio Olimpico              | 15 de febrero |
| La Fiorita    | 1 - 1 | Tre Fiori        | Stadio Fonte Dell'Ovo        | 15 de febrero |
| Domagnano     | 0 - 3 | Folgore/Falciano | Campo Sportivo di Fiorentino | 15 de febrero |
| Faetano       | 4 - 2 | San Giovanni     | Stadio di Domagnano          | 15 de febrero |
| Fiorentino    | 3 - 3 | Juvenes/Dogana   | Campo Sportivo di Fiorentino | 16 de febrero |
| Cailungo      | 1 - 1 | Tre Penne        | Stadio Fonte Dell'Ovo        | 16 de febrero |
| Libertas      | 1 - 2 | Pennarossa       | Stadio di Domagnano          | 16 de febrero |
| Libre: Murata |       |                  |                              |               |

## Play offs
|  |                      |                      |                  |   |            |            |                |                |   |           |               |               |            |   |  |                  |                  |           |   |  |  |                  |                  |   |  |  |  |  |  |  |
|  | Tre Penne            | Tre Penne            | 1                |   |            |            |                |                |   |           | Tre Fiori (p) | Tre Fiori (p) | 0          |   |  |                  |                  |           |   |  |  |                  |                  |   |  |  |  |  |  |  |
|  | Folgore/Falciano (p) | Folgore/Falciano (p) | 1                |   | La Fiorita | La Fiorita | 0              |                |   | Tre Fiori | Tre Fiori     | 0             |            |   |  |                  |                  |           |   |  |  |                  |                  |   |  |  |  |  |  |  |
|  |                      |                      |                  |   |            | Cosmos     | Cosmos         | 0              |   |           |               |               |            |   |  | Folgore/Falciano | Folgore/Falciano | 1         |   |  |  |                  |                  |   |  |  |  |  |  |  |
|  |                      | Folgore/Falciano     | Folgore/Falciano | 2 |            |            |                |                |   |           |               |               |            |   |  |                  |                  |           |   |  |  | Folgore/Falciano | Folgore/Falciano | 0 |  |  |  |  |  |  |
|  |                      |                      |                  |   |            |            |                |                |   |           |               |               |            |   |  |                  | Tre Fiori        | Tre Fiori | 1 |  |  | La Fiorita       | La Fiorita       | 2 |  |  |  |  |  |  |
|  |                      |                      |                  |   |            |            | La Fiorita (p) | La Fiorita (p) | 0 |           |               | La Fiorita    | La Fiorita | 4 |  |                  |                  |           |   |  |  |                  |                  |   |  |  |  |  |  |  |
|  |                      | Cosmos               | Cosmos           | 1 |            |            | Cosmos         | Cosmos         | 0 |           |               |               |            |   |  |                  |                  |           |   |  |  |                  |                  |   |  |  |  |  |  |  |
|  |                      |                      |                  |   | Faetano    | Faetano    | 2              |                |   | Faetano   | Faetano       | 0             |            |   |  |                  |                  |           |   |  |  |                  |                  |   |  |  |  |  |  |  |
|  |                      |                      |                  |   | Tre Penne  | Tre Penne  | 1              |                |   |           |               |               |            |   |  |                  |                  |           |   |  |  |                  |                  |   |  |  |  |  |  |  |
|  | Cosmos (p)           | Cosmos (p)           | 0                |   |            |            |                |                |   |           |               |               |            |   |  |                  |                  |           |   |  |  |                  |                  |   |  |  |  |  |  |  |
|  | Faetano              | Faetano              | 0                |   |            |            |                |                |   |           |               |               |            |   |  |                  |                  |           |   |  |  |                  |                  |   |  |  |  |  |  |  |

### Primera fase
| 3 de mayo | Tre Penne | 1 - 1 (4 - 5 p.) | Folgore/Falciano | Stadio Fonte Dell'Ovo, San Marino |  |
|           |           | Reporte          |                  |                                   |  |

| 3 de mayo | Cosmos | 0 - 0 (4 - 3 p.) | Faetano | Campo Sportivo di Fiorentino, San Marino |  |
|           |        | Reporte          |         |                                          |  |

### Segunda fase
| 8 de mayo | Faetano | 2 - 1   | Tre Penne | Stadio Fonte Dell'Ovo, San Marino |  |
|           |         | Reporte |           |                                   |  |

| 9 de mayo | Cosmos | 0 - 2   | Folgore/Falciano | Campo Sportivo di Fiorentino, San Marino |  |
|           |        | Reporte |                  |                                          |  |

### Tercera fase
| 10 de mayo | Tre Fiori | 0 - 0 (4 - 1 p.) | La Fiorita | Stadio Fonte Dell'Ovo, San Marino |  |
|            |           | Reporte          |            |                                   |  |

| 13 de mayo | Cosmos | 1 - 0   | Faetano | Stadio Fonte Dell'Ovo, San Marino |  |
|            |        | Reporte |         |                                   |  |

### Cuarta fase
| 16 de mayo | Tre Fiori | 0 - 1   | Folgore/Falciano | Stadio Fonte Dell'Ovo, San Marino |  |
|            |           | Reporte |                  |                                   |  |

| 19 de mayo | La Fiorita | 2 - 1   | Cosmos | Montecchio, San Marino |  |
|            |            | Reporte |        |                        |  |

### Quinta fase
| 23 de mayo | Tre Fiori | 1 - 4   | La Fiorita | Stadio Olimpico, San Marino |  |
|            |           | Reporte |            |                             |  |

### Final
| 27 de mayo | Folgore/Falciano | 0 - 2 | La Fiorita | Stadio Olimpico, San Marino |  |

## Estadísticas

### Máximos goleadores primera fase
Goles Anotados.

| Jugador            | Club         | Anotado |
| ------------------ | ------------ | ------- |
| Valentin Grigore   | Cosmos       | 18      |
| Giacomo Gualtieri  | La Fiorita   | 18      |
| Emanuele Chiaretti | Tre Fiori    | 13      |
| José Adolfo Hirsch | Cosmos       | 12      |
| Andrea Moroni      | Faetano      | 12      |
| Franklin           | San Giovanni | 11      |
| Danielie Pignieri  | Tre Penne    | 10      |

### Goleadores segunda fase
Goles Anotados.

| Jugador                 | Club             | Anotado |
| ----------------------- | ---------------- | ------- |
| Andy Selva              | La Fiorita       | 2       |
| Giacomo Gualtieri       | La Fiorita       | 2       |
| Achille Della Valle     | Folgore/Falciano | 2       |
| Christofer Genestreti   | Cosmos           | 1       |
| Fabio Ceschi            | Folgore/Falciano | 1       |
| Andrea Moroni           | Faetano          | 1       |
| Vittorio Valentino      | Faetano          | 1       |
| Matteo Valli            | Tre Penne        | 1       |
| Enrico Cibelli          | Tre Penne        | 1       |
| Danilo Ezequiel Rinaldi | La Fiorita       | 1       |
| Dario Bettini           | Tre Fiori        | 1       |
| Domenico Di Paolo       | Cosmos           | 1       |
| Matteo Vendemini        | Tre Fiori        | -1      |

-1 indica un auto gol.